# PGC 120
UGC 12914 ist eine Spiralgalaxie vom Hubble-Typ Sc mit aktivem Kern im Sternbild Pegasus. Sie ist rund 202 Millionen Lichtjahre von der Milchstraße entfernt. UGC 12914 & UGC 12915 bilden ein Galaxienpaar, welches das Ergebnis eines Frontalzusammenstoßes ist, der vor etwa 25 Millionen Jahre stattfand. Eine Brücke aus hochturbulentem Gas ohne nennenswerte Sternbildung überspannt die Lücke zwischen den beiden Galaxien.